# Haringa + Olijve
Haringa + Olijve is een Nederlands kunstenaarsduo, bestaande uit Nel Haringa (Amsterdam, 1941) en Fred Olijve (Beilen, 1937). Sinds 1969 vormen zij samen het kunstenaarsduo Haringa + Olijve, kortweg H+O. Zij wonen en werken in een rijksmonument uit 1877, de voormalige lagere school van Een, een dorp in Drenthe.
Haringa + Olijve maken beelden in samenwerking. De eerste periode van hun carrière realiseerden zij vooral kunstwerken in en bij (openbare) gebouwen. Later concentreerden zij zich vooral op autonoom werk. Hun beelden zijn architectonisch van aard, de techniek is gemengd: hout, metaal en kunststof. Tegenwoordig houden zij zich vooral bezig met het maken van nieuwe series van kleinere plexiglas kubussen.

## Studietijd
Nel Haringa heeft haar basisopleiding beeldhouwen gevolgd aan de kunstnijverheidsschool in Amsterdam. Daarna studeerde zij van 1961 tot 1966 aan de Rijksakademie in Amsterdam, waar zij zich verder specialiseerde als beeldhouwer bij professor Piet Esser. Fred Olijve volgde aan de kunstnijverheidsschool in Groningen zijn basisopleiding schilderkunst. Hij studeerde daarna van 1961 tot 1966 monumentale schilderkunst, ook aan de Rijksakademie in Amsterdam bij professor Clenin. Aansluitend aan hun academische studies ontvingen zij in 1966 een Poolse beurs voor een studieverblijf van een jaar aan de Academie voor Beeldende Kunst en Architectuur in Warschau, Polen. Na hun verblijf in Warschau zijn zij bij terugkomst in Nederland in 1969 als kunstenaarsduo samen gaan werken.

## Vroeg werk
De kunstwerken voor openbare ruimten zijn door het hele land uitgevoerd. De eerste grote opdracht (1970) voor Haringa + Olijve bestond uit een kunstwerk voor de nieuwe Technische School voor Assen en Omstreken van de architectenformatie Nijenhuis, Nieman, Steeneken en Ebbingen. Het kunstwerk betrof een veertig meter golvende baksteenwand met uitstekende kubuselementen en is nog steeds aanwezig. De school (nu het Nassau College, gebouw Penta) is tegenwoordig een provinciaal monument.
Andere gerealiseerde kunstwerken uit die periode opdrachten waren:
- Geïntegreerd kunstwerk voor het Centraal Provinciaal Laboratorium in Assen (1974)
- Zeildoekstructuur voor de Landbouwkundige Dienst in Lelystad (1975)
- Schildering plus beeld voor de vakgroep Letteren Universiteit Utrecht (1980)
- Betonreliëf voor de Rijksuniversiteit Groningen gebouw Paddenpoel ( 1982)
- Plexiglas plafondstructuur voor het Provinciaal Waterleidingbedrijf Noord-Holland (1983)
- Plexiglas en polyester weefselstructuur voor het Shell-hoofdkantoor in Den Haag (1986)[9]
- Polycarbonaat en polyester weefsel lichtstraat voor het KLPD in Driebergen (1988)[10]
- Beelden voor het UWV in Assen (1993)
- Plexiglas tussenwand voor ICI in Rotterdam (1995)

In 1972 ontvingen Haringa + Olijve een reisbeurs van het Ministerie van Cultuur, Recreatie en Maatschappelijk Werk voor een bezoek aan het Goetheanum in Dornach, Zwitserland. Dit gebouw, ontworpen door Rudolf Steiner, maakte indruk op het kunstenaarsduo en sindsdien zijn zij in hun werk gefascineerd door een architecturale vormentaal.
In totaal realiseerden Haringa + Olijve ongeveer 25 kunstwerken voor of bij nieuwe gebouwen door heel Nederland. Vanaf 1980 werden deze kunstwerken in toenemende mate uit kunststof materialen vervaardigd. In belangrijke mate was dit het gevolg van de samenwerking met het (kunststofverwerkende) bedrijf Wientjes in Roden.

## Samenwerking Wientjes Roden
In 1980 werkten Haringa + Olijve aan een schetsontwerp voor een kunstwerk voor de Sociale Dienst In Amsterdam. Zij kwamen in contact met Bernard Wientjes, directeur van Wientjes bv in Roden. Deze gaf hun toestemming om tijdens de vakantieperiode gebruik te maken van alle faciliteiten in zijn fabriek om hun schetsontwerp te realiseren. Uiteindelijk kreeg het kunstenaarsduo gedurende vele jaren een eigen werkplek in de fabriek.
In december 1986 opende Bernard Wientjes de solo-expositie "STRUCTUREN" van Haringa en Olijve in het Drents Museum. In februari 1987 zond het televisieprogramma Van Gewest tot Gewest een documentaire uit over de samenwerking tussen Haringa + Olijve en het bedrijf van Bernard Wientjes. In deze documentaire werd onder andere het kunstwerk gemaakt voor het Shell hoofdkantoor in Den Haag besproken. De samenwerking tussen Haringa + Olijve en het bedrijf Wientjes was een klassiek voorbeeld van een industrieel mecenaat.

## Later en huidig werk
Doordat Haringa + Olijve in de fabriek van Wientjes konden beschikken over een grote verscheidenheid aan kunststof bewerkende machines en een magazijn met veel verschillende soorten kunststoffen experimenteerden zij veel. Het zagen, polijsten, boren en lijmen van acrylaatplaten ontwikkelde zich in de loop der jaren tot een seriematig oeuvre van autonome objecten uit plexiglas en andere kunststoffen. Ook de huidige series “Homage to” zijn een resultaat van de vele jaren experimenteren.
Een belangrijk aspect van het autonome werk is de techniek die zij ontwikkeld hebben om vlakke elementen (platen) door middel van inkepingen in elkaar te kunnen schuiven en daarmee een ruimtelijk (driedimensionaal) object te creëren. Hierdoor kunnen de kunstwerken ook als compact pakket vervoerd worden, in tegenstelling tot veel traditioneel gemaakte beelden.
Het autonome werk van Haringa + Olijve bestaat hoofdzakelijk uit:
- Vrijstaande plexiglas kubussen in kleine en grote formaten
- Plexiglas kubussen in diverse formaten op een geïntegreerde lichtsokkel
- Vrijstaande “kamerschermen” van plexiglas en metaalweefsels
- Torens van staal en hout
- Houten “doorkijkdozen” met ineengeschoven berkenplaatjesobjecten
- Bolstructuren uit platen van hout en metaal

Haringa + Olijve werden in 1984 lid van het Landelijk Kunstenaars Genootschap de Ploegh in Amersfoort. De Ploegh gaf hen een eerste platform en toonde hun autonome werk tijdens galerie-exposities en op kunstbeurzen zoals de KunstRai in Amsterdam en later tijdens de Holland Art Fair in Den Haag. Begin jaren negentig werd het autonome werk van Haringa + Olijve ook opgemerkt door de internationale kunstwereld en werden zij uitgenodigd voor hun eerste exposities in het buitenland, waaronder groepsexposities in Luzern, Zwitserland, en Münster, Duitsland.
Naar aanleiding van de expositie van de Nederlandse Kring van Beeldhouwers in 2007 bij De Ploegh schreef Piet Augustijn (oud-conservator hedendaagse kunst van het Gorcums Museum) over het beeld Babel III uit 2000: "Wat springt eruit? Een overtuigend stalen beeld van Haringa + Olijve: krachtig, goed volume, prima van samenstelling".
Een andere galerie die belangrijk is geweest voor hun ontwikkeling is Galerie De Vierde Dimensie in Plasmolen. Deze galerie, gespecialiseerd in constructieve kunst en architectuur, gaf Haringa + Olijve een platform om hun kunstwerken bij een nog groter publiek onder de aandacht te brengen. In 1997 organiseerde de Jenaer Kunstverein samen met de galerie en ondersteund door de Nederlandse ambassade een tweetal exposities Poesie und Konkret en Dialog Konkret. Haringa + Olijve waren een van de zes geselecteerde kunstenaars. Het werk van het kunstenaarsduo werd verder onder andere getoond tijdens de duo-expositie Transparant-Compact (2010) samen met Karin Radoy, tijdens de groepsexpositie Kleine Werken (2012) samen met onder anderen Henri Prosi en tijdens de groepsexpositie Overzicht 1 Constructivisme samen met onder anderen Bob Bonies, Karin Radoy en Klaus Staudt. Galerie De Vierde Dimensie selecteerde Haringa + Olijve ook voor presentaties op onder andere PAN Amsterdam, Art Rotterdam, Art Frankfurt en Art Cologne.
In 2010 werd het werk van Haringa + Olijve getoond tijdens de expositie Breedbeeld, 50 jaar geometrische kunst in Museum Van Lien in Fijnaart. In deze expositie waren ook andere toonaangevende Nederlandse kunstenaars opgenomen zoals Jan Schoonhoven, Joost Baljeu, Bob Bonies, Henk Crouwel, Roland de Jong Orlando, Ger de Joode en vele anderen.
Het autonome werk van Haringa + Olijve is opgenomen in een groot aantal particuliere en openbare collecties, onder andere in de collectie Van Lien-Put, behorend tot de 100 belangrijkste particuliere verzamelingen in Nederland, en in de collecties van het Stedelijk Museum Amsterdam, het Drents Museum en Museum Van Lien. Na een directiewisseling bij Galerie de Ploegh en het stoppen van de eigenaren van Galerie De Vierde Dimensie zijn Haringa + Olijve in 2015 een nieuwe samenwerking gestart met Galerie NUMMER40 uit Doetinchem.

## Tentoonstellingen en exposities (selectie)
- Art Breda (2015)
- Galerie De Vierde Dimensie, Plasmolen (1995-2014)
- Galerie De Ploegh, Amersfoort/Soest (1984-2012)
- Museum Van Lien, Fijnaart (2010)
- St. Joseph Galerie, Leeuwarden (2002-2009)
- PAN, Amsterdam (1999-2008)
- Galerie Vromans, Amsterdam (2003-2004)
- KunstRAI (1995-2003)
- Art Rotterdam (2000-2003)
- Art Frankfurt (1996-2001)
- Drents Museum, Assen (1986, 1992, 1999)
- Art Cologne, Keulen (1997)
- Wilhelm Hack Museum, Ludwigshafen (1994)
- Museum De Zonnehof, Amersfoort (1989, 1993)

## Bestuurswerk kunstsector
Naast het maken van kunstwerken voor (openbare) gebouwen en het maken van autonoom werk zijn Haringa en Olijve ook actief geweest op het vlak van de ontwikkeling van het beeldende kunstbeleid in Nederland.
Zij waren in 1975 medeoprichters van de beroepsvereniging van beeldend vormgevers (BBV) en waren gedurende jaren actief als penningmeester en secretaris van deze vereniging. Vanaf 1978 was Haringa voorzitter van de BBV. In 1978 waren zij de medeoprichters van de vakgroep Beeldend van de Kunstenbond FNV en waren ook daar actief als penningmeester en secretaris. Haringa is verder nog voorzitter geweest van de werkgroep Opdrachtenbeleid van de Raad voor de Kunst (tegenwoordig Raad voor Cultuur). Beiden hebben zich in een daarvoor ingestelde werkgroep van diezelfde Raad ook succesvol ingespannen om het voortbestaan van de Rijksacademie in Amsterdam mogelijk te maken.
In de jaren tachtig waren zij beiden bestuurslid van de afdeling Amsterdam van de BBV was Olijve lid van de provinciale adviescommissie Beeldende Kunst van Noord-Holland. Van 1988 tot 1996 was Haringa lid van dezelfde commissie van de provincie Utrecht. Zowel Haringa als Olijve hebben in de jaren tachtig en negentig structureel deelgenomen namens de beeldendekunstsector aan het overleg met de minister en ambtenaren van het Ministerie van Onderwijs, Cultuur en Wetenschap. Daarnaast hebben zij veel overleg gevoerd met het bureau van de Rijksbouwmeester.